# 莫德斯托 (伊利諾伊州)
莫德斯托（英語：Modesto）是位於美國伊利諾伊州馬庫平縣的一個村落。

## 地理
莫德斯托的座標為39°28′37″N 90°58′58″W / 39.47694°N 90.98278°W，而該地最高點為海拔高度207米（即679英尺）。

## 人口
根據2010年美國人口普查的數據，莫德斯托的面積為1.45平方千米，當中陸地面積為1.45平方千米，而水域面積為0.00平方千米。當地共有人口189人，而人口密度為每平方千米130人。